# Arp Schnitger

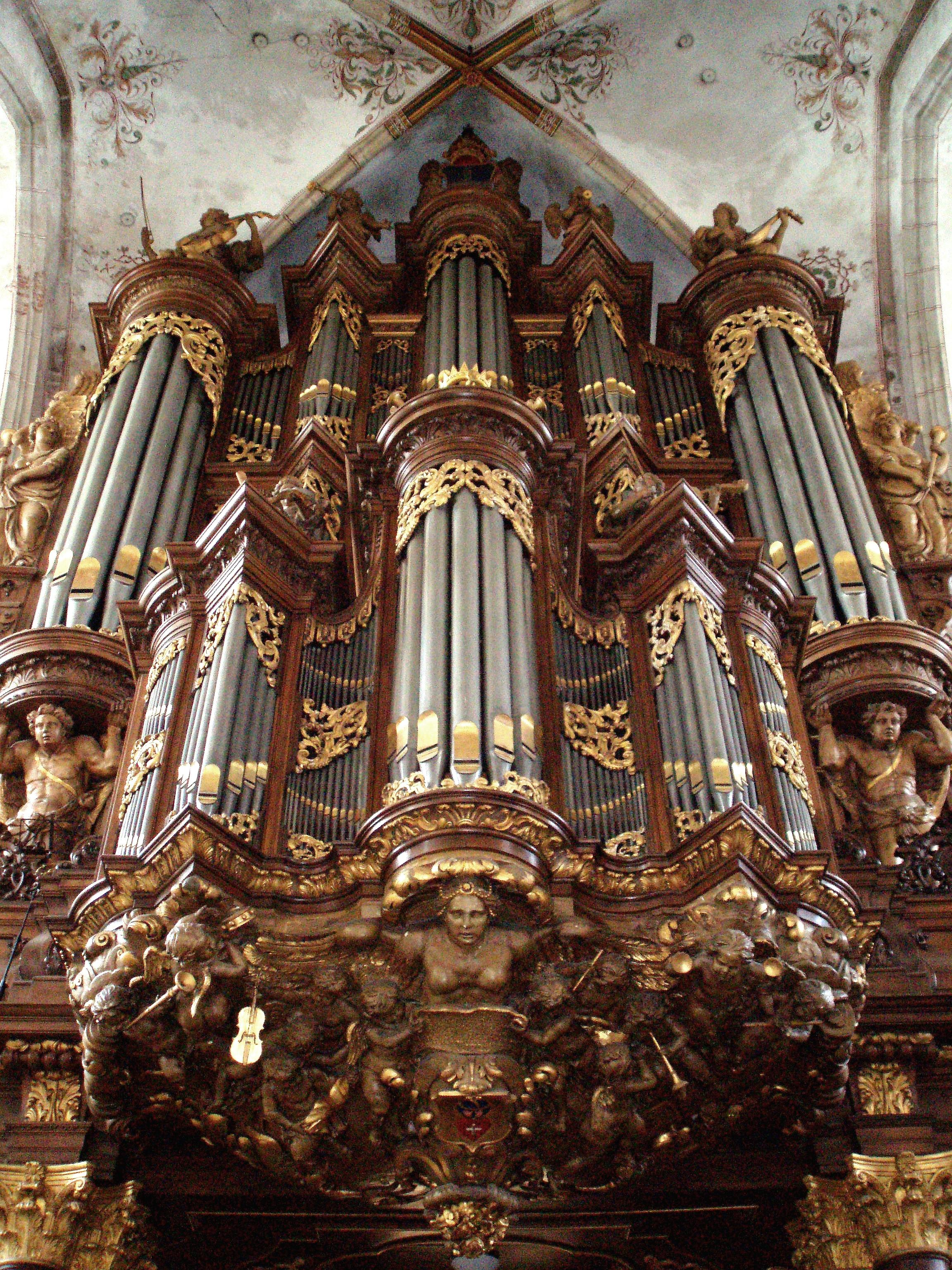
Organy w kościele św. Michała w Zwolle, stworzone przez Arpa Schnitgera

Arp Schnitger (ur. 2 lipca 1648, zm. 29 lipca 1719) – niemiecki organmistrz (budowniczy organów).
Nazwisko pochodzi prawdopodobnie od nazwy zawodu – snycerz. Urodził się w Schmalenfleth w północnych Niemczech i do 18. roku życia pozostawał w domu rodzinnym (jego ojciec, także Arp, prowadził warsztat stolarski). W 1666 rozpoczął pracę i naukę w warsztacie organmistrzowskim swojego kuzyna Berendta Hussa w Glückstadt. Z tego okresu znane są organy kościoła w Stade. Samodzielną pracę rozpoczął po śmierci Hussa (1676), kończąc rozpoczęte pracę kuzyna (np. Cappel, Lüdingworth). Od 1682 jego pracownia mieściła się w Hamburgu-Neuenfelde. Pierwszą żonę Gertrude Otte (1665-1707) poślubił w 1684 i miał z nią pięcioro dzieci: Arpa, Hansa, Catharine oraz Johanna Jürgena i Franza Caspara, którzy kontynuowali prace przerwane przez śmierć ojca. W 1707 zmarła pierwsza żona Schnitgera. Od 1693 mistrz poszerzył swój warsztat – spowodowane to było napływającymi ofertami na budowę nowych organów. W 1713 organmistrz wstąpił w powtórny związek małżeński z Anną Elizabeth Koch.
Arp Schnitger zmarł 29 lipca 1719 w Hamburgu. Śmierć spowodowała choroba, której nabawił się zimą 1718-1719, kiedy to prowadził budowę kolejnego instrumentu w Zwolle.